# Kuća bana Berislavića u Trogiru
Kuća bana Berislavića u gradiću Trogiru, Šubićeva 1, predstavlja zaštićeno kulturno dobro.

## Opis dobra
Sklop gotičke kuće bana Berislavića nalazi se u sjeveroistočnom dijelu povijesne jezgre Trogira. Središnji dio sklopa nastao je u drugoj polovici 15. st. pregradnjom romaničkog sklopa, s izrazitim kasnogotičkim obilježjima. Ima L-tlocrt, uski prolaz na južnoj strani na koji se nastavlja malo pravokutno dvorište. Nad prizemljem se dižu dva kata i potkrovlje. Glavno reprezentativno pročelje je ono na zapadnoj strani zgrade, na kojem se ističe grb s ljiljanom. Bifora na drugom katu ima sedlaste lukove između kojih je smješten grb s ukrštenim mačevima. Međukatne konstrukcije izvedene su od drva, a nedavnim su istraživanjem na njima nađeni ostaci oslikanog gotičkog stropa.

## Zaštita
Pod oznakom Z-4313 zavedena je kao nepokretno kulturno dobro - pojedinačno, pravna statusa zaštićena kulturnog dobra, klasificirano kao "stambene građevine".